# أماني بورسلي
أماني خالد محمد مبارك بورسلي، وزيرة التجارة والصناعة ووزيرة الدولة لشؤون التخطيط والتنمية في الكويت.

## السيرة الذاتية
- عينت كوزيرة للتجارة والصناعة بتاريخ 8 مايو 2011.
- عينت وزيرة للتجارة والصناعة ووزيرة دولة لشؤون التخطيط والتنمية في 13 ديسمبر 2011 .
- رئيسة مجلس إدارة شركة كابيتال ستانردرز للتصنيفات الائتمانية.
- حاصلة على جائزة الشرق الأوسط لسيدات الأعمال والقيادات تقديرا لاسهاماتها في الأبحاث والتطوير 2010.
- ساهمت في اعداد وصياغة قانون هيئة سوق المال فضلا عن تمتعها بخبرات مالية وإدارية واسعة.
- أستاذة مساعدة في كلية العلوم الإدارية بجامعة الكويت.
- تعتبر رابع إمراة تحصل على المنصب الوزاري منذ نيل المرأة لحقوقها السياسية بدولة الكويت.